# Rainer M. János
Rainer M. János (Rainer-Micsinyei János) (Budapest, 1957. július 8. –) Széchenyi-díjas történész, levéltáros, egyetemi tanár, a Magyar Tudományos Akadémia rendes tagja, az MTA doktora. 1999-től az 1956-os Intézet főigazgatója, illetve az Országos Széchényi Könyvtárba való integrációja után osztályvezetője. Kutatási területe a második világháború utáni magyar történelem. Rainer-Micsinyei Nóra színésznő édesapja.

## Életútja
1971-ben kezdte meg középiskolai tanulmányait a fővárosi Fazekas Mihály Gyakorlógimnáziumban, ahol 1975-ben érettségizett. A sorkatonai szolgálat teljesítését követően az Eötvös Loránd Tudományegyetem Bölcsészettudományi Kar történelem–könyvtár szakának hallgatója lett. Tanári diplomáját 1981-ben szerezte meg. Diplomájának megszerzését követően a Fővárosi Levéltár segédlevéltárosaként kezdett el dolgozni, később levéltárosi kinevezést kapott. 1986-ban az MTA Történettudományi Intézetének lett tudományos segédmunkatársa, majd tudományos munkatársa. Emellett 1991-től az 1956-os Intézet munkatársaként is dolgozni kezdett másodállásban (az intézettel már annak 1989-es megalapításakor is kapcsolatban állt). 1993-ban az intézet tudományos igazgatóhelyettesévé nevezték ki. 1997-ben az intézet igazgatásával bízták meg, majd 1999-ben pályázat útján az 56-os Intézet Közalapítvány igazgatójaként vezette az intézetet. Pozícióját 2011 végéig töltötte be, amikor a közalapítvány megszűnt. Az intézetet az Országos Széchényi Könyvtárba integrálták, ekkor lett az OSZK 1956-os Intézet–Oral History Archívum osztályvezetője. Intézeti munkája mellett a felsőoktatásban is aktívan bekapcsolódott: először a Századvég Politikai Iskola oktatója volt 1991 és 1994 között, majd 1997 és 2002 között különböző jogcímeken volt az ELTE BTK megbízott oktatója. 2005 és 2010 között a Színház- és Filmművészeti Egyetem oktatója volt, ahol modern kori történelmet és oral history-t oktatott. 2009-ben kezdett el tanítani az egri Eszterházy Károly Egyetem Bölcsészettudományi Kar új- és jelenkori történeti tanszékén. 2010-ben habilitált, ezt követően kapta meg egyetemi tanári kinevezését.
1996-ban ismertette el 1988-as egyetemi doktori értekezését, PhD-fokozatát 1997-ben kapta meg. Akadémiai doktori értekezését 2002-ben védte meg. Az MTA Történettudományi Bizottságának lett tagja. 2007 és 2010 között a Magyar Tudományos Akadémia doktori közgyűlési képviselője. 2019-ben az Akadémia levelező, 2025-ben rendes tagjává választották. Akadémiai tevékenysége mellett több társadalmi megbízással is bírt: 1995 és 1996 között a Belügyminisztérium iratfeltáró bizottságának munkájában vett részt, valamint 1996 és 2011 között az oktatásért felelős minisztérium levéltári kutatások kuratóriumának tagja, 2003 és 2009 között elnöke volt. Emellett 1999-ben a Magyar Történeti Film Alapítvány (amely 2006-ban közalapítványi formát öltött) kuratóriumának is tagja volt. Tisztségét a közalapítvány 2011-es megszűnéséig töltötte be. 1995-ben a Rubicon című folyóirat szerkesztőbizottságába is bekerült, valamint 2005 és 2012 között a Mozgó Világ munkatársa volt.

## Kutatási területe
Szakterülete a második világháború utáni magyar történelem. Az 1956-os forradalommal és az azt követő megtorlásokkal kapcsolatos kutatásai nemzetközi hírnevet hoztak számára. Elsőként írt monográfiát Nagy Imréről.
Kezdetben a magyar irodalmi sajtó 1956-os forradalom előtti vitáival foglalkozott, emellett a forradalom utáni megtorlással, valamint az ebben az időszakban született játékfilmek társadalomképét vizsgálta. Egyes munkáit témájuk miatt csak külföldön, illetve szamizdatban tudta megjelentetni. A rendszerváltás után a második világháború utáni politikatörténet került érdeklődése középpontjába, valamint magának az 1956-os forradalomnak a története. Jelentős munkája a Nagy Imréről szóló kétkötetes monográfiája, ami akadémiai doktori értekezésének az alapját adta. Emellett a második világháborút követő, Magyarországot érintő szovjet politika történetéről is kutatott. A 2000-es évektől a Kádár-korszakkal is foglalkozott, több kutatási programot indított a korszakról az 1956-os Intézet keretein belül. E kutatások során kötetet jelentetett meg az állambiztonságról, a historiográfiáról, valamint a magyar jobboldal 1945 utáni helyzetéről. Történészi munkája mellett a Mozgó Világban könyvrecenziókat és ismertetéseket írt.
Tudományos publikációit magyar és angol nyelven adja közre. Szamizdatban megjelent munkái Fényes Elek álnéven jelentek meg.

## Díjai, elismerései
- Károlyi Mihály-díj (1990)
- Akadémiai Ifjúsági Díj (1991)
- Ránki György-díj (1997)
- Akadémiai Díj (2002)
- Nagy Imre-érdemrend (2007)
- A Magyar Köztársasági Érdemrend középkeresztje (2009)
- Széchenyi-díj (2010)

## Főbb publikációi

### Monográfiák
- Az író helye. Viták a magyar irodalmi sajtóban 1953–1956. Budapest, Magvető, 1990
- Az 1956-os magyar forradalom. Reform – felkelés – szabadságharc – megtorlás. Budapest, Tankönyvkiadó, 1991
- Nagy Imre. Politikai életrajz I–II. Budapest, 1956-os Intézet, 1996–1999
- Ötvenhat után (Tanulmányok) Budapest, 1956-os Intézet, 2003
- Jelentések hálójában. Antall József és az állambiztonság emberei 1957–1989; 1956-os Intézet, Bp., 2008
- Imre Nagy. A biography; angolra ford. Lyman H. Legters; Tauris, London–New York, 2009 (Communist lives, 2.)
- Bevezetés a kádárizmusba; 1956-os Intézet–L'Harmattan, Bp., 2011
- Az 1956-os magyar forradalom. Bevezetés; Osiris, Bp., 2016
- Nagy Imre; 2. jav., bőv. kiad.; Nagy Imre Alapítvány, Bp., 2016
- Nagy Imre; Kossuth, Bp., 2017 (Sorsfordítók a magyar történelemben)
- Századosok; Országos Széchényi Könyvtár, Bp., 2018

### Kötetszerkesztések
- „Hatvanas évek” Magyarországon (Tanulmányok) Budapest, 1956-os Intézet, 2004
- A demokrácia reménye. Magyarország, 1945. Budapest, 1956-os Intézet, 2005 (Standeisky Évával)
- A monori tanácskozás 1985. június 14–16. Budapest, 1956-os Intézet, 2005
- Ezerkilencszázötvenhat az újabb történeti irodalomban. (Tanulmányok) Budapest, 1956-os Intézet, 2007 (Gyáni Gáborral)
- Közelítések a kádárizmushoz; szerk. Germuska Pál, Rainer M. János; 1956-os Intézet, Bp., 2008
- A felügyelt (mozgás)tér. Tanulmányok a szovjet típusú rendszer hazai történetéből; szerk. Rainer M. János; Akadémiai, Bp., 2011 (Az Eszterházy Károly Főiskola Történelemtudományi Doktori Iskolája közleményei)
- Megértő történelem. Tanulmányok a hatvanéves Gyarmati György tiszteletére; szerk. Baráth Magdolna, Bánkuti Gábor, Rainer M. János; L'Harmattan, Bp., 2011
- "...nem leleplezni, hanem megismerni és megérteni". Tanulmányok a 60 éves Romsics Ignác tiszteletére; szerk. Gebei Sándor, ifj. Bertényi Iván, Rainer M. János; EKF Líceum, Eger, 2011
- Búvópatakok, a feltárás; szerk. Rainer M. János; OSZK–1956-os Intézet Alapítvány, Bp., 2012
- Esemény és narratíva. Történetiség, elbeszélés(ek), interpretáció; szerk. Kötél Emőke, Rainer M. János; Bibliotheca Nationalis Hungariae–Gondolat, Bp., 2013 (Bibliotheca scientiae & artis)
- Búvópatakok, széttekintés; szerk. Rainer M. János; OSZK–1956-os Intézet Alapítvány, Bp., 2013
- Búvópatakok, mélyfúrások. Magyar jobboldal – 1945 után; szerk. Rainer M. János; OSZK–1956-os Intézet Alapítvány–Gondolat, Bp., 2014
- Magyarok 1945-ben; szerk. Rainer M. János; OSZK–1956-os Intézet Alapítvány, Bp., 2015
- "Hetvenes évek"; szerk. Rainer M. János. 1956-os Intézet Alapítvány, Bp., 2020 (Magyarország a jelenkorban)
- Ezerkilencszáznyolcvankilenc; szerk. Rainer M. János; 1956-os Intézet Alapítvány–Kronosz, Bp.–Pécs, 2020 (Magyarország a jelenkorban)
- Elit és szubelit a Kádár-korszakban – közelítések; Kronosz, Pécs, 2021 (Magyarország a jelenkorban)